# Françoise Auricoste
Françoise Auricoste, née à Paris le 29 mars 1926, est une historienne française qui s'intéresse spécialement à l'histoire du Quercy et à celle de ses habitants depuis les origines.

## Le Quercy au centre de ses livres
Issue d'une très ancienne famille de Valroufié (Lot), Françoise Girard a pour l'un de ses arrière-grands-pères Alfred Berteil, fondateur en 1840 d'une manufacture de chapeaux dont le premier magasin est installé place Saint-Augustin à Paris. Très vite reconnu pour la qualité de ses créations, Berteil devient le fournisseur de la Présidence de la République et des cours étrangères. Il est le premier à fabriquer dans ses ateliers de la rue du Temple les chapeaux dits "melon" et "haut-de-forme". 
Par un autre pan de ses ancêtres, Françoise Girard descend d'une lignée d'artistes, graveurs, peintres... Elle épouse en 1955 Jean Auricoste (1928-2007), un Lotois ingénieur informaticien, dirigeant de nombreuses sociétés d'informatique comme CII, (Compagnie internationale pour l'informatique) ou Eurosoft, dont la famille trouve ses racines dans le canton de Cazals (Lot) depuis la guerre de Cent Ans.

## L'Histoire
Après ses études d'histoire à la Sorbonne, Françoise Auricoste obtient le Capes et elle est bi-admissible à l'agrégation d'histoire. Elle devient ensuite professeur d'histoire et géographie. Elle exerce successivement dans plusieurs lycées de Paris et de la région parisienne de 1951 à 1985.
Son premier livre est consacré à la région natale de son mari : « Le pays de Cazals (Lot) en Quercy des origines à 1800 » (1998). Par la suite, elle écrit plus de quinze livres, centrés sur le département du Lot, monographies de villages ou de bourgs. Ainsi publie-t-elle : « Les Arques en Quercy : Vallée du fer et des Arts » (1990) ; « Si Marminiac m'était conté » ; « Saint-Caprais (Lot)' : Au cœur du chataignal de la Bouriane » ;  "La bastide de Villefranche-du-Périgord" (1992, rééd. 1994); "Montcléra", "Goujounac"....
En 2013, elle publie  "Histoire de Pradines. Le village devenu ville au bord du Lot" avec Claude Lufeaux et préfacé par Didier Mercereau.
Françoise Auricoste conçoit aussi des ouvrages thématiques :  "Histoire des femmes Quercynoises" (1996), "Histoire de la bourgeoisie en Quercy, des campagnes et des bourgs aux XVIIe et XVIIIe siècles" (2000) ; "Histoire des Aubergistes et Cabaretiers Quercynois (1600 à 1900)" (2003) ; "Histoire des Artisans Quercynois" (2000) ; "Les meuniers en Quercy aux 17e et 18e siècles" (2002) ; "Les protestants oubliés du Haut-Quercy" (2007) ; "Marchands et négociants quercinois aux 17-18e siècles" (2005)...
Françoise Auricoste est membre de la Société des études du Lot. En 2008, elle reçoit le Grand Prix du Jury de l'Académie des arts, lettres et sciences de Languedoc pour l'ensemble de son œuvre. Elle s'est vu décerner le prix Marcel Secondat (résistant et historien) par le conseil général de la Dordogne pour son livre sur Villefranche-du-Périgord.